# W mroku pod schodami
W mroku pod schodami (tytuł oryg. The People Under the Stairs) – amerykański horror filmowy z 1991, reżyserowany przez Wesa Cravena. Film łączy w sobie jednocześnie elementy grozy i czarnego humoru.
Film kręcono w Los Angeles i w Nowym Jorku od 18 marca do 3 czerwca 1991 roku; na ekranach zadebiutował już 1 listopada tego roku. W pierwszy weekend wyświetlania go w kinach zarobił 5 220 000 dolarów, niemalże pokrywając koszty produkcji. W samych Stanach Zjednoczonych zarobił następnie blisko pięć razy tyle.
Zapowiadano zarówno powstanie sequela, jak i remake'a filmu, lecz bliższe informacje na temat ewentualnej kontynuacji są nieznane.

## Obsada
- Brandon Quintin Adams jako „Głupek"
- A.J. Langer jako Alice
- Wendy Robie jako „Mamuśka"
- Everett McGill jako „Tatko"
- Kelly Jo Minter jako Ruby
- Bill Cobbs jako dziadek Booker
- Ving Rhames jako Leroy
- Sean Whalen jako Roach
- Conni Marie Brazelton jako Mary
- Jeremy Roberts jako Spenser

Członkowie obsady, Wendy Robie i Everett McGill, wcielili się w małżeństwo po raz drugi. Wcześniej wystąpili jako Nadine i Ed Hurleyowie w serialu telewizyjnym Miasteczko Twin Peaks.

## Opis fabuły
Trzynastoletni chłopiec, imieniem Poindexter, przez wszystkich nazywany „Głupkiem”, żyje wraz z umierającą na raka matką i rodzeństwem w wielkomiejskim getcie. Rodzina, z racji swojego ubóstwa, nie jest w stanie zapłacić za czynsz. Dowiadują się, że w ciągu najbliższych dni zostaną wyeksmitowani z okupowanego budynku, przeznaczonego od lat do rozbiórki. Chłopak Ruby, starszej siostry „Głupka” – uliczny chuligan Leroy – przedstawia chłopcu okazję do szybkiego zarobku. „Głupek” dowiaduje się, że w okolicy getta mieszka tajemnicza rodzina, pławiąca się od lat w luksusach. Jej członkowie posiadają zabytkowe złote monety, których odpowiednia licytacja mogłaby uratować od utraty mieszkania rodzinę „Głupka”, a także zorganizować operację dla jego chorej matki.
Niedługo potem „Głupek”, Leroy i jego znajomy Spencer włamują się do posiadłości bogaczy. Dziwaczna rezydencja okazuje się pułapką, z której włamywacze nie mają ucieczki. Spencer ginie w tajemniczych okolicznościach, a następnie, po powrocie właścicieli do domu, Leroy zostaje zastrzelony przez pana domu. „Głupek” zostaje pozostawiony na pastwę szaleńców. Wkrótce odkrywa także skrywaną przez właścicieli domostwa, ukrytą w piwnicy tajemnicę.